# Tropidorissoia secunda
Tropidorissoia secunda is een slakkensoort uit de familie van de Barleeiidae. De wetenschappelijke naam van de soort is voor het eerst geldig gepubliceerd in 1994 door Rolán & Templado.